# Sapad
Sapad ist eine philippinische Stadtgemeinde in der Provinz Lanao del Norte. Sie hat 21.309 Einwohner (Zensus 1. August 2015).

## Baranggays
Sapad ist politisch in 17 Baranggays unterteilt.
| - Baning - Buriasan (Pob.) - Dansalan - Gamal - Inudaran I - Inudaran II - Karkum - Katipunan - Mabugnao | - Maito Salug - Mala Salug - Mama-anon - Mapurog - Pancilan - Panoloon - Pili - Sapad |